# 大都會 (2024年電影)
《大都會》（英語：Megalopolis）是一部2024年的美國史詩科幻劇情片，由法蘭西斯·柯波拉編導，主演陣容包括亞當·崔佛、吉安卡洛·伊坡托、娜塔莉·伊曼紐爾、奧布瑞·普拉扎、西亞·李畢福、強·沃特、傑森·薛茲曼、塔利亞·夏爾、葛蕾絲·范德瓦、勞倫斯·費許朋、凱瑟琳·亨特和達斯汀·霍夫曼。
《大都會》入選第77屆坎城影展正式競賽單元並角逐金棕櫚獎，於2024年5月16日全球首映，首映後影評人口碑產生兩極分化。影片由獅門影業定檔2024年9月27日在美國院線上映，口碑票房雙敗。本片入圍第45屆金酸莓獎共計六項獎項，並獲最差導演及最差男配角兩獎項。。

## 剧情
在平行世界的美国，新罗马由一群贵族精英家族统治。虽然罗马的精英们声称要遵守严格的道德规范，但贵族们却沉溺于禁忌之乐，而普通罗马人则生活在贫困之中。
贵族建筑师凯撒·卡蒂利纳(喀提林)是新罗马的领军人物之一。凯撒因发明革命性建筑材料 Megalon 而获得诺贝尔奖。此外，他还秘密拥有让时间停止的能力。他将自己的超能力比喻为艺术创作的过程：当凯撒停止时间时，其他人都会被冻结。尽管凯撒在世界范围内取得了成功，但他却陷入了酗酒的泥潭。几年前，他的妻子神秘失踪，地方检察官弗兰克林·西塞罗(西塞罗)起诉他谋杀了妻子。虽然凯撒被无罪释放，但他仍被负罪感击垮，认为妻子自杀是因为他过于专注于工作。凯撒仍对妻子念念不忘，这促使他的情妇、电视节目主持人哇·白金（Wow Platinum）醋意大发，离开了他。
在一次电视直播活动中，凯撒和现任市长西塞罗对城市的未来提出了不同的设想。凯撒提议利用 Megalon 建立一个乌托邦式的城市社区 “Megalopolis”，而西塞罗则认为赌场可以立即带来税收。活动期间，凯撒遇到了西塞罗博学却毫无目标的女儿朱莉娅。早些时候，她看到凯撒在拆除一栋建筑时停止了时间，但仍然能够移动。两人一开始都不喜欢对方，但凯撒用他对Megalopolis的愿景打动了朱莉娅，他解释说，新罗马需要一个宏大的艺术愿景来摆脱政治惰性，释放出全部潜能。后来，当恺撒无法像以前那样让时间停止时，朱莉娅鼓励他为她这样做。他们发现自己在一起时也能让时间停止，于是两人成为了恋人。
哇嫁给了西撒的叔叔汉密尔顿·克拉苏斯三世(马库斯·李锡尼·克拉苏)，世界上最富有的人。尽管克拉苏很喜欢自己的侄子，但他的精神和健康状况却每况愈下，很容易被人操纵，比如他的另一个侄子克洛迪奥·普尔切(普布利乌斯·克洛狄烏斯·普爾喀)，他想继承克拉苏的银行。克拉苏和哇举办了一场颓废的婚宴。具有讽刺意味的是，主唱是流行歌星维斯塔·甜水（Vesta Sweetwater）(維斯塔貞女)，她承诺在婚前保持贞洁，从而迎合了新罗马清教徒的情感。为了打击凯撒，普尔切泄露了一段凯撒与维斯塔发生性关系的狗仔队视频，这促使西塞罗在一次演讲中谴责凯撒，演讲内容取自现实中的卡提林人演说。虽然西塞罗以法定强奸罪逮捕了恺撒，但朱莉娅发现维斯塔伪造了自己的年龄，实际上只有 20 多岁，从而为恺撒恢复清白。
苏联卫星迦太基坠落地球，摧毁了新罗马的大部分地区。凯撒开始在废墟上建造Megalopolis，并用自己的家产为项目提供资金。在一次新闻发布会上，他提出了大胆的艺术项目，向人们展示一个更美好的世界是可能的。然而，建造巨城的高昂成本与街头的贫困形成了鲜明对比。普尔切成为一名民粹主义政治家，鼓励普通罗马人反对Megalopolis，认为它是昂贵的愚蠢之举。权力的诱惑将普尔切从民粹主义引向法西斯蛊惑。
怀孕的朱莉娅试图通过带父亲去参观Megalopolis建筑工地来斡旋西撒和西塞罗之间的和平，但西塞罗对西撒的乌托邦主义不以为然。他恳求凯撒离开朱丽亚。作为交换，他向恺撒提供了宝贵的勒索材料：恺撒承认西塞罗知道恺撒的妻子自杀，但还是恶意起诉了恺撒。西撒拒绝了。
哇试图通过冻结西撒在克拉苏斯银行的账户，迫使凯撒离开朱莉娅并娶她为妻。她让普尔切操纵克拉苏交出银行控制权。当克拉苏得知普尔切的诡计后，中风倒地。普尔切雇佣了一名刺客来杀死凯撒，但凯撒的医生使用Megalon重建了他的头骨。
普尔切的支持者暴动起来，企图冲进巨城和市政厅，凯撒和西塞罗成为了盟友。普尔切和哇嘲笑卧病在床的克拉苏，但克拉苏杀死了哇，并用伪装成勃起的隐蔽弓箭射伤了普尔切。凯撒面对暴乱者，恳求他们相信他对美好未来的憧憬。他的演说赢得了群众的支持，群众将普尔切倒挂起来。
在克拉苏的资金支持下，凯撒终于完成了Megalopolis的建设。西塞罗抱着朱莉娅和凯撒的小女儿桑妮·霍普，承诺帮助凯撒建设更美好的未来。除夕之夜，朱莉娅停止了时间，但只有桑妮·霍普没有受到影响。
影片以标题和孩子们朗读的旁白结束： “我宣誓效忠我们的人类大家庭，以及我们保护的所有物种。一个地球，不可分割，人人享有长寿、教育和公正"。

## 演員
- 亞當·崔佛飾演凱薩·卡蒂利納（Cesar Catilina）
- 吉安卡洛·伊坡托飾演富蘭克林·西塞羅市長（Mayor Franklyn Cicero）
- 娜塔莉·伊曼紐爾飾演茱莉亞·西塞羅（Julia Cicero）
- 奧布瑞·普拉扎飾演哇白金
- 西亞·李畢福飾演克洛迪奧·普爾徹（Clodio Pulcher）
- 強·沃特飾演漢密爾頓·克拉蘇三世（Hamilton Crassus III）
- 傑森·薛茲曼飾演賈森·贊德茲（Jason Zanderz）
- 塔利亞·夏爾飾演康斯坦斯·克拉蘇·卡蒂利納（Constance Crassus Catilina）
- 葛蕾絲·范德瓦飾演薇斯塔·史威特沃特
- 勞倫斯·費許朋飾演豐迪·羅曼（Fundi Romaine）
- 凱瑟琳·亨特（英语：Kathryn Hunter）飾演泰瑞莎·西塞羅（Teresa Cicero）
- 達斯汀·霍夫曼飾演納許·伯曼（Nush Berman）
- 克蘿伊·菲尼曼（英语：Chloe Fineman）飾演克洛迪亞·普爾徹（Clodia Pulcher）
- 詹姆士·雷瑪飾演查爾斯·科索普（Charles Cothope）
- D·B·史威尼（英语：D. B. Sweeney）飾演史丹利·哈特局長（Commissioner Stanley Hart）
- 巴薩扎·蓋提飾演阿拉姆·卡贊吉安（Aram Kazanjian）

## 製作
法蘭西斯·柯波拉於1980年代開始編寫《大都會》（Megalopolis）的劇本。2001年，柯波拉於紐約拍攝了部分場景，但該計劃於九一一襲擊事件後中斷了。2019年10月，製作公司CAA Media Finance宣布將為該片提供製作資金。2021年8月，確認片商開始與演員進行商談；詹姆士·肯恩將出演電影，而奧斯卡·伊薩克、佛瑞斯·惠特克、凱特·布蘭琪、強·沃特、辛蒂亞、蜜雪兒·菲佛和潔西卡·蘭芝正在商談出演電影。2022年2月，柯波拉接受《GQ》採訪期間透露自己自掏1.2億美元籌拍，並賣掉了部分的“葡萄酒帝國”作為製作預算。2022年3月，柯波拉的妹妹塔利亞·夏爾表示有興趣出演，而據報導伊薩克婉拒出演。2022年5月，惠特克和沃特確認出演，而亞當·崔佛、娜塔莉·伊曼紐爾和勞倫斯·費許朋參演。2022年8月，奧布瑞·普拉扎、塔利亞·夏爾、傑森·薛茲曼、西亞·李畢福、葛蕾絲·范德瓦、凱瑟琳·亨特和詹姆斯·瑞馬參演。

### 拍攝
前期製作於2022年7月開始進行。主體拍攝預定於2022年11月在喬治亞州的Trilith Studios開始進行。2023年3月30日結束拍攝。

## 外部連結
- 互联网电影数据库（IMDb）上《大都會》的资料（英文）